# Rodolfo Viola
Rodolfo Viola (Milano, 8 agosto 1937) è un pittore italiano.

## Biografia
Nasce nel 1937 a Milano dove inizia a dipingere giovanissimo ed esordisce nel 1963 con la sua prima personale alla Galleria Schettini.
Dalla fine degli anni sessanta intraprende la ricerca di un ideale linguaggio universale, attraverso l’unione delle arti, capace di raggiungere l'essenza più pura dell'uomo. Questo concetto, si definirà nel 1971 con la stesura del Manifesto dell'Universalismo, a cui prenderanno parte Giuseppe Marotta, Peter Maag, Carlo Mauri e Franco Zeffirelli. Il Comune di Montecatini scrive un altro passo di questo percorso, con l’istituzione, nel 1974, del "Museo dell'Universalismo: da Rodolfo Viola al futuro". Nella collezione permanente della Galleria Civica Montecatini Contemporary Art (MO.C.A.) con sede nel Palazzo Comunale, sono presenti tre suoi quadri. Partecipa allo studio e alla diffusione dei principi dell’universalismo anche l’amico Silvio Ceccato.
Il 7 febbraio 1979 riceve il premio internazionale “La Madonnina”, insieme al poeta Giovanni Testori, all'industriale Bruno Buitoni e al premio Nobel Godfrey Hounsfield. 
Profondamente legato alla sua città, nel 1986 è tra gli artisti chiamati a realizzare un’opera per la celebrazione del 6º Centenario della fondazione del Duomo di Milano, opera che sarà poi scelta per rappresentare il manifesto celebrativo.
Tra i critici che scrivono della sua pittura figurano André Verdet (studioso di Picasso) e Pierre Restany (fondatore del Nouveau Réalisme) che presentano due delle monografie a lui dedicate.
Significativa, nel 1969, l’emissione da parte della Repubblica di San Marino di una serie di francobolli a lui dedicata, riproducenti tre sue opere (veduta del monte Titano, veduta del molo di Riccione, veduta del molo di Rimini), ad oggi ospitate nel Palazzo del Governo di San Marino.
Nel 2007 viene istituita la Fondazione Rodolfo Viola che promuove e sostiene attività nel campo delle arti incentivando lo scambio artistico tra diverse matrici culturali.
Le sue opere sono state esposte in gallerie italiane ed estere e sono presenti in collezioni pubbliche e private. Dal 1966 espone permanentemente alla Galleria Strasburgo di Milano.

## Opera artistica
Artista istintivo e di difficile collocazione, nei suoi quadri sono rappresentati luoghi e non luoghi emozionali che rasentano l’informale. Segni distintivi della sua pittura sono la resa della luce e l’uso del colore steso abbondantemente con veloci spatolate. I temi ricorrenti sono il mare, le vedute metropolitane e i paesaggi informali.
André Verdet descrive il suo lavoro in queste righe: "Rodolfo Viola raffigura veramente lo spazio come tale, disponendo la sua architettura astratta, la sua scenografia di linee, forme e colori a grandi tratti, ampi ritmici e nervosi, carichi di energia. Nella pittura di questo artista si sente la decisa volontà di affermare una presenza primordiale, una dimensione universale nella scala dell'infinito che racchiude le origini stesse: lo spazio della creazione, coi suoi astri visibili o invisibili, reali o immaginari, il suo aspetto fisico o mitologico, le sue correnti sature di elettricità ad alto voltaggio o i suoi venti costellati di simbolo [...]. La struttura delle linee, il volume delle forme, la loro disposizione in piani che ci aprono alla sensazione della profondità atmosferica e stratosferica, la vibrazione di queste linee e queste forme in valori colorati, ci trascinano veramente sul ritmo di un poema lirico verso questo al di là spaziale dove i nostri sogni s'ingigantiscono fino all'ossessione, al di là, del resto, ben reale al di sopra di noi, in cui il geniale Turner ha per primo fissato con un tratto fiammeggiante da maestro, lo scintillio cosmico".